# Wodjane (Wassyliwka)
Wodjane (ukrainisch Водяне; russisch Водяное Wodjanoje) ist ein Dorf im Westen der ukrainischen Oblast Saporischschja mit etwa 5900 Einwohnern (2004).

## Geografie
Wodjane ist die einzige Ortschaft der gleichnamigen Landratsgemeinde im Rajon Kamjanka-Dniprowska. Sie liegt am (linken) Südufer des zum Kachowkaer Stausee angestauten Dnepr zwischen den Städten Kamjanka-Dniprowska im Westen und Enerhodar mit dem Kernkraftwerk Saporischschja im Osten. Am gegenüberliegenden Seeufer liegt die Stadt Nikopol.
Durch die Gemeinde verläuft die Territorialstraße T–08–05.

## Geschichte
1780 gründeten Kosaken, geflohene Leibeigene und desertierte Soldaten an der Stelle, wo die Handelsroute aus den nördlichen Provinzen des Russischen Reiches nach Perekop auf der Krim den Dnepr überquerte, das Dorf.
In der planlos gebauten Siedlung entstanden zahlreiche schmutzige, kleine und krumme Straßen.
Mitte des 19. Jahrhunderts hatte die Ortschaft bereits 515 Haushalte, in denen mehr als 3000 Menschen lebten. 1884 gab es 868 Haushalte und eine Bevölkerung von 5046 Einwohnern.

## Verwaltungsgliederung
Am 13. Oktober 2016 wurde das Dorf zum Zentrum der neugegründeten Landgemeinde Wodjane (Водянська сільська громада/Wodjanska silska hromada). Zu dieser zählten auch die 5 in der untenstehenden Tabelle aufgelistetenen Dörfer, bis dahin bildete es die gleichnamige Landratsgemeinde Wodjane (Водянська сільська рада/Wodjanska silska rada) im Norden des Rajons Kamjanka-Dniprowska.
Am 12. Juni 2020 kam noch das Dorf Stepowe sowie die Ansiedlung Sapowitne zum Gemeindegebiet.
Am 17. Juli 2020 kam es im Zuge einer großen Rajonsreform zum Anschluss des Rajonsgebietes an den Rajon Wassyliwka.
Folgende Orte sind neben dem Hauptort Wodjane Teil der Gemeinde:
| Name                     | Name         | Name                        |
| ukrainisch transkribiert | ukrainisch   | russisch                    |
| ------------------------ | ------------ | --------------------------- |
| Dniprowka                | Дніпровка    | Днепровка (Dneprowka)       |
| Mitschurina              | Мічуріна     | Мичурина                    |
| Nowoukrajinka            | Новоукраїнка | Новоукраинка (Nowoukrainka) |
| Nowowodjane              | Нововодяне   | Нововодяное (Nowowodjanoje) |
| Prymirne                 | Примірне     | Примерное (Primernoje)      |
| Sapowitne                | Заповітне    | Заповитное (Sapowitnoje)    |
| Stepowe                  | Степове      | Степовое (Stepowoje)        |